# 陳紹雄
陳紹雄，BBS，JP（1958年—），香港政治人物及工程師，現任香港立法會議員（選舉委員會）、中華電力高級顧問及香港城市大學機械工程學系客座教授。1981年起於中華電力工作。2002至2004年間出任中央政策組非全職顧問。2021年以選舉委員會界別當選香港立法會議員。他是香港工程師學會資深會員、英國能源學會榮譽院士、英國工程技術學會會員及特許工程師。

## 外部鏈接
- 陳紹雄 議員履歷 （页面存档备份，存于）